# Endel Loide
Endel Loide (Pseudonym für Endel Rätsep; * 29. Novemberjul. / 12. Dezember 1900greg. in Rõuge, Livland; † 1976) war ein estnischer Schriftsteller und Journalist.

## Leben und Werk
Endel Loide stammte aus dem heutigen Südestland. Er wurde 1915 während des Ersten Weltkriegs als Jugendlicher verhaftet und musste in Russland in der Verbannung leben. Die zaristischen Behörden warfen ihm und seinen Freunden (u. a. dem späteren Schriftsteller Juhan Jaik) vor, Mitglied einer Geheimorganisation estnisch-nationalistischer Jugendlicher zu sein.
Nach seiner Rückkehr ins Baltikum nahm Loide am Estnischen Freiheitskrieg (1918–20) gegen Sowjetrussland teil. Für seine Verdienste wurde er im Juni 1920 mit dem Freiheitskreuz ausgezeichnet.
Unter seinem Schriftstellernamen Endel Loide schrieb er für die bekannten Zeitungen Päevaleht und Postimees, unter anderem als Theaterkritiker. Später nahm er auch offiziell den Nachnamen Loide an.
Die bekanntesten Werke Loides sind neben einigen Erzählungen drei Dramen, die 1929/30 erschienen. Er ist heute als Schriftsteller vergessen.
Loide war in den 1930er Jahren bekennender Anhänger der neuheidnischen Taarausk-Bewegung, die sich in ihrer Ablehnung des Christentums patriotisch-estnisch verstand.
Nach der sowjetischen Besetzung Estlands zog er sich aus der Öffentlichkeit zurück.

## Literarische Werke
- Lucifer. Igaviku tragöödia 12 pildis. (Drama, 1929)
- Susanna. Näidend 9 pildis. (Drama, 1930)
- Jumalalilled. Legend Eesti minevikust 7 pildis. (Drama, 1930)
- Heedu Piitre elukäik (Erzählung, 1931)

Endel Loide schrieb darüber hinaus das Drehbuch zu dem Film Öösel. Der Stummfilm hatte 1931 Premiere. Er gilt als verschollen.